# Bolitoglossa salvinii
Bolitoglossa salvinii är en groddjursart som först beskrevs av Gray 1868.  Bolitoglossa salvinii ingår i släktet Bolitoglossa och familjen lunglösa salamandrar. IUCN kategoriserar arten globalt som starkt hotad. Inga underarter finns listade.